# Ledový hotel (Jukkasjärvi)

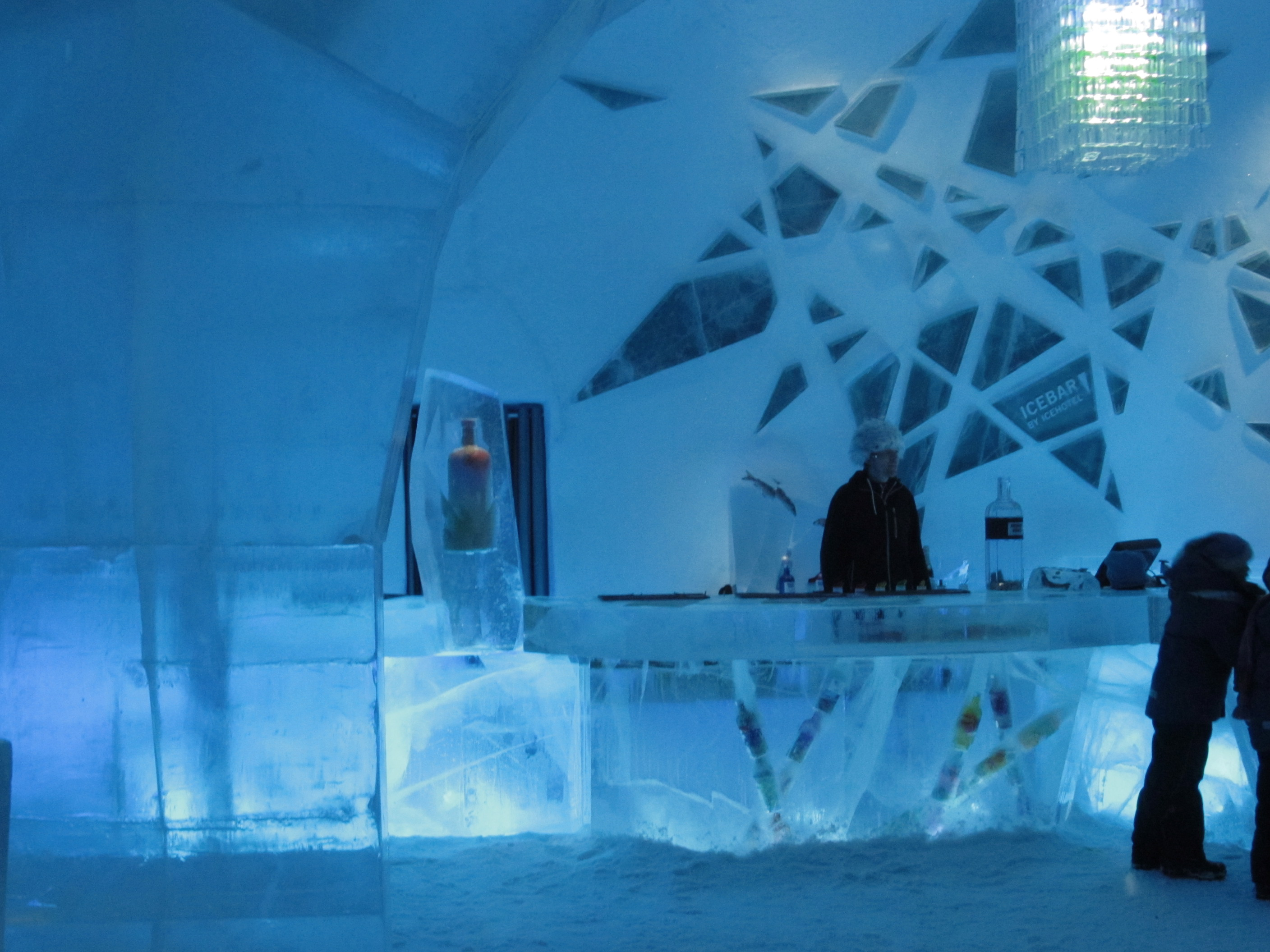
Hotelový bar

Ledový hotel se nachází v malé švédské vesnici Jukkasjärvi nedaleko města Kiruna v Kiruna kommun. Jedná se o jedinečný umělecký projekt, během něhož byl vyprojektován a postaven hotel. Hlavním stavebním materiálem jsou ledové kvádry vyřezané z řeky Torne. Následně umělci z celého světa vytvářejí jedinečné interiéry hotelových pokojů. Icehotel dříve každé jaro kompletně roztál a zpravidla v listopadu se celý proces výstavby opakoval. Nyní jsou již ledové pokoje udržovány po celý rok.
Je nejstarším ledovým hotelem na světě, byl založen v roce 1990. Na stavbu se spotřebuje pět tisíc tun ledu, hotel má celkovou plochu 6 000 m², vnitřní teplota se pohybuje kolem –7 °C. Uvnitř se nachází okolo šedesáti pokojů, kde se spí na ledových postelích potažených sobími kožešinami, kaple určená pro svatby a křtiny a bar, kde se nápoje podávají v nádobách vyrobených z ledu.
Od roku 2016 funguje celoročně.